# Theope johannispetreus
Espèce
Theope johannispetreus est une espèce d'insectes lépidoptères appartenant à la famille  des Riodinidae et au genre Theope.

## Taxonomie
Theope johannispetreus a été nommé par Christian Brévignon en 2010.

## Description
Theope johannispetreus est un papillon au dessus des ailes marron presque noir et bleu avec des franges marron. Les aires basales et distales sont marron noir et le reste des ailes est bleu intense soit un triangle aux ailes antérieures et une large plage aux ailes postérieures.
Le revers est de couleur ocre avec un glacis  violet clair et une aire jaune très marquée chez la femelle dans la partie costale de l'aile antérieure.

## Biologie
Il est visible en Guyane de juin à janvier.

## Écologie et distribution
Theope johannispetreus n'est présent qu'en Guyane.

### Biotope
Il réside dans les vallées.

### Protection
Pas de statut de protection particulier.